# Уропепсин
Уропепсин (синоніми пепсин сечі, уропесиноген) — частина пепсину, що виділяється в незміненому виді із сечею; визначення змісту уропепсину у сечі використовується в діагностиці деяких хвороб органів травлення.